# Курбалија
Курбалија (алб. Kurbali) је насеље у Србији у општини Прешево у Пчињском округу. Према попису из 2022. било је 65 становника.

## Демографија
У насељу Курбалија живи 87 пунолетних становника, а просечна старост становништва износи 25,2 година (24,9 код мушкараца и 25,5 код жена). У насељу има 26 домаћинстава, а просечан број чланова по домаћинству је 5,62.
Ово насеље је великим делом насељено Албанцима (према попису из 2002. године).
|  |

| Демографија | Демографија | Демографија |
| Година      | Становника  | Становника  |
| ----------- | ----------- | ----------- |
| 1948.       | 312         |             |
| 1953.       | 341         |             |
| 1961.       | 309         |             |
| 1971.       | 267         |             |
| 1981.       | 126         |             |
| 1991.       | 184         | 184         |
| 2002.       | 146         | 146         |
| 2022.       | 65          |             |

| Етнички састав према попису из 2002.‍ | Етнички састав према попису из 2002.‍ | Етнички састав према попису из 2002.‍ | Етнички састав према попису из 2002.‍ | Етнички састав према попису из 2002.‍ |
| ------------------------------------ | ------------------------------------ | ------------------------------------ | ------------------------------------ | ------------------------------------ |
|                                      |                                      |                                      |                                      |                                      |
| Албанци                              | Албанци                              |                                      | 144                                  | 98,63%                               |
| непознато                            | непознато                            |                                      | 1                                    | 0,68%                                |

| Година пописа     | 1948. | 1953. | 1961. | 1971. | 1981. | 1991. | 2002. |
| ----------------- | ----- | ----- | ----- | ----- | ----- | ----- | ----- |
| Број домаћинстава | 53    | 54    | 46    | 36    | 19    | 26    | 26    |

| Број чланова      | 1 | 2 | 3 | 4 | 5 | 6 | 7 | 8 | 9 | 10 и више | Просек |
| ----------------- | - | - | - | - | - | - | - | - | - | --------- | ------ |
| Број домаћинстава | 1 | 2 | 2 | 5 | 2 | 5 | 4 | 3 | 0 | 2         | 5,62   |

| Пол    | Укупно | Неожењен/Неудата | Ожењен/Удата | Удовац/Удовица | Разведен/Разведена | Непознато |
| ------ | ------ | ---------------- | ------------ | -------------- | ------------------ | --------- |
| Мушки  | 49     | 23               | 25           | 0              | 0                  | 1         |
| Женски | 46     | 15               | 27           | 4              | 0                  | 0         |
| УКУПНО | 95     | 38               | 52           | 4              | 0                  | 1         |

| Пол    | Укупно                    | Пољопривреда, лов и шумарство | Рибарство                            | Вађење руде и камена | Прерађивачка индустрија       |
| ------ | ------------------------- | ----------------------------- | ------------------------------------ | -------------------- | ----------------------------- |
| Мушки  | 20                        | 14                            | 0                                    | 0                    | 1                             |
| Женски | 6                         | 5                             | 0                                    | 0                    | 0                             |
| УКУПНО | 26                        | 19                            | 0                                    | 0                    | 1                             |
| Пол    | Производња и снабдевање   | Грађевинарство                | Трговина                             | Хотели и ресторани   | Саобраћај, складиштење и везе |
| Мушки  | 0                         | 0                             | 0                                    | 0                    | 0                             |
| Женски | 0                         | 0                             | 0                                    | 0                    | 0                             |
| УКУПНО | 0                         | 0                             | 0                                    | 0                    | 0                             |
| Пол    | Финансијско посредовање   | Некретнине                    | Државна управа и одбрана             | Образовање           | Здравствени и социјални рад   |
| Мушки  | 0                         | 0                             | 1                                    | 0                    | 0                             |
| Женски | 0                         | 0                             | 0                                    | 0                    | 0                             |
| УКУПНО | 0                         | 0                             | 1                                    | 0                    | 0                             |
| Пол    | Остале услужне активности | Приватна домаћинства          | Екстериторијалне организације и тела | Непознато            | Непознато                     |
| Мушки  | 0                         | 0                             | 0                                    | 4                    | 4                             |
| Женски | 0                         | 0                             | 0                                    | 1                    | 1                             |
| УКУПНО | 0                         | 0                             | 0                                    | 5                    | 5                             |